# Nijō Kanemoto
Nijō Kanemoto (二条 兼基) (1268 - 1334), fils du régent Nijō Yoshizane et fils adopté de Nijō Morotada, est un noble de cour japonais (kugyō) de l'époque de Kamakura (1185–1333). Il exerce les fonctions de régents sesshō en 1298 et kampaku de 1300 à 1305. Le régent Nijō Michihira est son fils né d'un concubine. Sa femme est une fille de Kujō Tadanori; elle donne naissance à un fils qui est adopté par la famille Imakōji et devient connu sous le nom Imakōji Yoshifuyu, et à une fille qui plus tard épouse Kujō Fusazane.

## Source
- (ja) Nijō Kanemoto